# Richard Alpert
Richard Alpert er en fiktiv person i den amerikanske tv-serie Lost. Han medvirker første gang i seriens tredje sæson, er fraværende det meste af lost (sæson 4) på grund af Carbonells arbejde på Cane, men efter dennes aflysning af Columbia Broadcasting System, kunne Nestor vende tilbage i slutningen af den 14 afsnits lange sæson, der, ligesom Cane, var under indflydelse af Writers Guild of America-strejken i 2007 og 2008. Richard Alpert er kendetegnet ved ikke at aldre.

## Biografi

### Før flystyrtet
På et tidspunkt i John Lockes (Terry O'Quinn) barndom, skaber Richard kontakt under dække af at være fra en skole for specielle børn. Han interviewer Locke, og opdager i samme omgang Johns tegninger af "Monsteret." Alpert placerer en række genstande foran Locke, og beder ham vælge de ting der tilhører ham. Da Locke efter megen overvejelse vælger kniven, forlader Richard med en forklaring om John endnu ikke er klar til deres skole.
Richard er også med til at rekruttere Juliet Burke (Elizabeth Mitchell).

### Sæson 3
Tekst mangler, hjælp os med at skrive teksten

### Sæson 4
Richard fortsætter turen mod The Temple, men omlægger planerne for at lave et succesfuldt baghold mod Kate Austen (Evangeline Lilly) og Sayid Jarrah (Naveen Andrews).

## Fodnoter
1. ↑  Lost: 
"The Man Behind the Curtain" (Sæson 3, afsnit 20). Manuskript af Elizabeth Sarnoff & Drew Goddard.  Broadcasted første gang på American Broadcasting Company den TBA.
2. ↑  Lost: 
"Cabin Fever" (Sæson 4, afsnit 11). Manuskript af Elizabeth Sarnoff & Kyle Pennington.  Broadcasted første gang på American Broadcasting Company den TBA.
3. ↑  Lost: 
"Not in Portland" (Sæson 3, afsnit 7). Manuskript af Carlton Cuse & Jeff Pinkner.  Broadcasted første gang på American Broadcasting Company den TBA.
4. ↑  Lost: 
"There's No Place Like Home: Part 1" (Sæson 4, afsnit 12). Manuskript af Damon Lindelof & Carlton Cuse.  Broadcasted første gang på American Broadcasting Company den 15. maj 2008.

| Lost | Spire Denne artikel om tv-serien Lost er en spire som bør udbygges. Du er velkommen til at hjælpe Wikipedia ved at udvide den. |